# Färöischer Fußballpokal der Frauen 2020
Der Färöische Fußballpokal der Frauen 2020 fand zwischen dem 19. September und 22. November 2020 statt und wurde zum 31. Mal ausgespielt. Im Endspiel, welches im Tórsvøllur-Stadion in Tórshavn auf Kunstrasen ausgetragen wurde, siegte KÍ Klaksvík mit 3:0 gegen NSÍ Runavík.
KÍ Klaksvík und NSÍ Runavík belegten in der Meisterschaft die Plätze eins und zwei, dadurch erreichte KÍ Klaksvík das Double. Für KÍ Klaksvík war es der 15. Sieg bei der 21. Finalteilnahme, für NSÍ Runavík die erste Finalteilnahme überhaupt. Titelverteidiger HB Tórshavn schied hingegen im Viertelfinale aus.

## Teilnehmer
Teilnahmeberechtigt waren folgende neun A-Mannschaften der ersten und zweiten Liga:
| Betrideildin                                                                       | 1. Deild                                         |
| B36 Tórshavn EB/Streymur/Skála HB Tórshavn ÍF/Víkingur/B68 KÍ Klaksvík NSÍ Runavík | 07 Vestur AB Argir/B71 Sandur TB/FC Suðuroy/Royn |

## Modus
Die Gruppenphase wurde wieder abgeschafft und nur noch im K.-o.-System gespielt. Sämtliche Erstligisten sowie Zweitligist 07 Vestur waren für das Halbfinale gesetzt. Die verbliebenen Teams spielten in einer Runde den letzten Teilnehmer aus.

## Qualifikationsrunde
Die Partie der 1. Runde fand am 19. Juli statt.
|                     | Ergebnis |                    |
| ------------------- | -------- | ------------------ |
| AB Argir/B71 Sandur | w/o      | TB/FC Suðuroy/Royn |

## Viertelfinale
Die Viertelfinalpartien fanden am 28. Oktober statt.
|                     | Ergebnis             |                 |
| ------------------- | -------------------- | --------------- |
| 07 Vestur           | 1:8 (1:1)            | B36 Tórshavn    |
| AB Argir/B71 Sandur | 2:5 (1:3)            | KÍ Klaksvík     |
| EB/Streymur/Skála   | 1:2 n. V. (1:1, 1:1) | NSÍ Runavík     |
| HB Tórshavn         | 0:1 (0:0)            | ÍF/Víkingur/B68 |

## Halbfinale
Die Halbfinalpartien fanden am 14. November statt.
|              | Ergebnis  |                 |
| ------------ | --------- | --------------- |
| B36 Tórshavn | 2:3 (1:1) | NSÍ Runavík     |
| KÍ Klaksvík  | 3:1 (2:1) | ÍF/Víkingur/B68 |

## Finale
| Paarung        | KÍ Klaksvík – NSÍ Runavík |
| Ergebnis       | 3:0 (1:0) |
| Datum          | 22. November 2020 |
| Stadion        | Tórsvøllur, Tórshavn |
| Schiedsrichter | Heini Viðoy (Tórshavn) |
| Tore           | 1:0 Rannvá Andreasen (24.) 2:0 Hervør Olsen (68.) 3:0 Victoria á Lakjuni (71.) |
| KÍ Klaksvík    | Óluva Joensen – Birita Ryan, Ragna Patawary, Sanna Svarvadal – Jórun Patawary, Victoria á Lakjuni, Gudný Johannessen (87. Malena Josephsen), Durita Hummeland – Rannvá Andreasen (73. Jancy Mohr), Evy á Lakjuni, Hervør Olsen (83. Malena Olsen) Cheftrainer: Aleksandar Đorđević ( Serbien) |
| NSÍ Runavík    | Sjarlotta Joensen – Mirjam Huneck, Unn Hvidbro, Monika Samuelsen, Hansina Ronaldsdóttir, Laila Pætursdóttir, Margunn Lindholm, Lena Olsen, Maria Johansen (73. Ansy Jakobsen), Rúna Olsen (90. Sonja Steinhólm) – Heidi Sevdal Cheftrainer: Egil G. Olsen                                     |
| Gelbe Karten   | Sanna Svarvadal, Gudný Johannessen – keine |

## Torschützenliste
Bei gleicher Anzahl von Treffern sind die Spielerinnen nach dem Nachnamen alphabetisch geordnet.
| Platz | Spieler            | Verein       | Tore |
| ----- | ------------------ | ------------ | ---- |
| 1     | Evy á Lakjuni      | KÍ Klaksvík  | 05   |
| 2     | Emma Hansdóttir    | B36 Tórshavn | 04   |
| 2     | Hervør Olsen       | KÍ Klaksvík  | 04   |
| 4     | Elisabet Vang      | B36 Tórshavn | 03   |
| 5     | Bára Magnussen     | B36 Tórshavn | 02   |
| 5     | Laila Pætursdóttir | NSÍ Runavík  | 02   |